# Oliver Heaviside
Oliver Heaviside (n. 18 mai 1850, Greater London, Anglia, Regatul Unit al Marii Britanii și Irlandei – d. 3 februarie 1925, Torbay, Anglia, Regatul Unit) a fost un inginer electrician, matematician și fizician autodidact, care a adaptat numerele complexe pentru calculul circuitelor electrice, a inventat metode matematice pentru rezolvarea ecuațiilor diferențiale, a reformulat Ecuațiile lui Maxwell și în mod independent de Josiah Willard Gibbs a descoperit calculul vectorial.